# Wirtschaftsstufentheorie
Die Theorie der Wirtschaftsstufen beschreibt die historische Entwicklung der Wirtschaft unter Berücksichtigung der Interdependenzen ökonomischer, demographischer, sozialer und politischer Faktoren. Entsprechend dem vielschichtigen Ansatz wurden von verschiedenen Wissenschaftszweigen wie der Nationalökonomie, Wirtschaftsgeschichte, Wirtschaftsgeographie, und Regionalforschung Wirtschaftstheorien entwickelt. Besonders in der Volkswirtschaftslehre wurde diese Theoriemethode von Karl Bücher und der Jüngeren Historischen Schule der Nationalökonomie seit der Wende vom 19. zum 20. Jahrhundert erstmals näher wissenschaftlich erfasst. Gemeinsames Merkmal dieser historisch-deduktiven Betrachtungen ist die Annahme einer Aufeinanderfolge der Stufen in Richtung auf eine evolutionäre Höherentwicklung.
Es kann unterschieden werden zwischen Theorien, welche:
- den Übergang zwischen den einzelnen Stufen vom Menschen nicht beeinflussbaren Natur- bzw. Entwicklungsgesetzlichkeiten zuschreiben, und solchen, welche dem Einfluss des Menschen Raum einräumen.[2]

- welche für alle Regionen einen einheitlichen „Entwicklungspfad“ konstatieren, und solchen die hierbei räumliche und zeitliche Differenzierungen erlauben.

## Vorwissenschaftliche Ansätze
Versuche, den Ablauf der wirtschaftlichen Entwicklung zu periodisieren, reichen bis in die griechische Antike zurück. Thukydides unterschied Seeräuber-, Nomaden-, Ackerbauvölker, und städtische Handelsvölker. Platon betonte den Übergang vom Hirten zum Ackerbauern und zum Handwerker. Aristoteles entwarf eine Stufenfolge aus Nomaden, Jägern, Viehzüchtern, und Ackerbauern.

## Ältere historische Schule
Die Vertreter der älteren historischen Schule nahmen ein auf den verschiedenen Produktionsfaktoren beruhendes über den Dingen und den Einflüssen des Menschen stehendes Entwicklungsgesetz an. So unterschied Wilhelm Roscher Entwicklungsstufen nach der relativen Bedeutung der Produktionsfaktoren der klassischen Nationalökonomie. In die Frühzeit überwog demnach der Faktor Natur, im Mittelalter der Faktor Arbeit, und in der Neuzeit der Faktor Kapital.

## Das Modell von Karl Bücher
Ziel des Stufenmodells war es, die inneren Zusammenhänge volkswirtschaftlicher Phänomene zu verdeutlichen. Die Unterteilung der Stufen erfolgte in drei Teilabschnitten. Bücher begründet die Einteilung der Stufen und ihrer Abgrenzung zueinander nach dem Verhältnis der Entstehung der Produktions- und Konsumgüter zu ihrem Verbrauch.

### 1. Stufe: Die Hauswirtschaft
Eine geschlossene Wirtschaftsgesellschaft, die in einem losen Sippengefüge lebt. Die Güter werden über Eigenproduktion hergestellt. Die Produktion ist von der „Bodengüte“ abhängig. Warenaustausch und somit Handel finden nicht statt. Der Güterverbrauch ist gleich der Menge der Güterherstellung. Bsp. Wohn- und Lebensverhältnisse im Neolithikum (ähnlich der Stufentheorie Adam Smith, „stage of hunting“).

### 2. Stufe: Stufe der Stadtwirtschaft
Die Wirtschaft besteht aus mehreren Kleinstwirtschaften, die durch (kleine) territoriale Gebiete voneinander abgegrenzt sind (Städte). Geld wird als Tauschmittel eingeführt. Es entstehen die ersten Zünfte, Gewerbe und Handwerk sind die neuen Produzenten. Die Kundenproduktion steht im Vordergrund (Waren werden für die Marktteilnehmer produziert). Der Handel entsteht als direkter Austausch der Produkte unter der Marktteilnehmern. Es gibt keine Zwischenhändler, die Waren gehen vom Produzenten direkt zum Konsumenten über. Importe finden nur im geringen Maße statt, beispielsweise von Gewürzen. Erste Ansätze dazu gab es in der antiken Oikenwirtschaft und im Frühmittelalter.

### 3. Stufe: Stufe der Volkswirtschaft
Größere Staaten beginnen sich zu bilden. Die Ziele sind: die Güterversorgung sicherzustellen und sich gegen Güterimporte mittels Zollabgaben nach außen abzusichern (Zollausnahmen: Einfuhr von Rohstoffen). Weiterhin entstehen ein einheitliches Münz-, Rechts- und Maßwesen. Der direkte Absatzmarkt von Produzenten zum Konsumenten fehlt. Die Waren und Produkte durchlaufen viele Absatzwege, ehe sie zum Konsumenten gelangen. Die Stufen des Güterumlaufes haben sich somit erhöht.
Waren werden nicht mehr für Kundenwünsche (Kundenproduktion) gefertigt, sondern für den gesamten (volkswirtschaftlichen) Markt. Es entstehen dadurch erste Massenproduktionen in Fabriken. Beispiele: Merkantilismus, Kameralismus und Colbertismus.